# District de Tarn Taran
Le district de Tarn Taran est un des 22 districts de l'état indien du Pendjab.